# Плотинники
Плотинники (лат. Nebriinae) — подсемейство жуков из семейства жужелиц, состоящее из шести триб. Включает разнообразных жуков, которые живут среди опавшей листвы или в коре гнилой древесины в лесной подстилке (например, род Notiophilus), по берегам горных ручьев и рек (Nebria). Жуки рода Cicindis способны к плаванию и их иногда выделяют в самостоятельное подсемейство Cicindinae.

## Систематика
- Pelophilini Kavanaugh, 1996
  - Pelophila Dejean, 1826
- Opisthiini Dupuis, 1912
  - Paropisthius Casey, 1920
  - Opisthius Kirby, 1837
- Notiophilini Motschulsky, 1850
  - Notiophilus Dumeril, 1806
- Nebriini Kavanaugh and Negre, 1982
  - Archastes Jedlicka, 1935
  - Archileistobrius Shilenkov et Kryzhanovskij, 1983
  - Nippononebria Ueno, 1955
  - Nebria Latreille, 1802
  - Leistus Frolich, 1799